# 제44회 베네치아 국제 영화제
제44회 베네치아 국제 영화제는 1987년 8월 29일에 열린 시상식이다. 이탈리아 베니스에서 개최되었다.

## 수상 및 후보

### 황금사자상
- 굿바이 칠드런 - 루이 말 수상

### 은사자상-감독상
- Ermanno Olmi 수상
- 모리스 - 제임스 아이버리 수상

### 볼피컵 여우주연상
- 씨받이 - 강수연 수상

### 볼피컵 남우주연상
- 모리스 - 제임스 윌비 수상
- 모리스 - 휴 그랜트 수상

### 심사위원 특별상
- Kjell Grede 수상

### OCIC상
- 굿바이 칠드런 - 루이 말 수상